# Paul Winchell
Paul Wilchinsky, nome vero di Paul Winchell (New York, 21 dicembre 1922 – Los Angeles, 24 giugno 2005), è stato un doppiatore e attore statunitense.

## Vita privata
Figlio di Sol e Clara Wilchinsky, si è sposato tre volte: prima con Dorothy Movitz da cui ha avuto due figlie, Stephanie e Stacy; dopo il divorzio dalla Movitz, ha sposato nel 1961 l'attrice Nina Russel da cui ha avuto una figlia, April, anch'essa doppiatrice e voce di Clarabella, ed hanno divorziato nel 1972; dal 1974 fino alla morte è stato sposato con Jean Freeman con cui ha adottato due figli, Larry e Keith.

### Morte
Andò in pensione nel 1999 e si spense sei anni dopo per cause naturali il 24 giugno 2005, all'età di 82 anni. Il giorno dopo morì anche il suo amico e collega John Fiedler, doppiatore di Pimpi.
Dopo il pensionamento di Winchell, Jim Cummings, che già doppiava Winnie The Pooh, subentrò a Winchell nel doppiare Tigro.

## Invenzioni e brevetti

### In campo Medico
Dopo essersi laureato in agopuntura a Los Angeles nel 1974, esercitò come ipnoterapeuta ad Hollywood.
Prolifico inventore, ottenne il brevetto per aver realizzato un cuore artificiale con il Dr. Henry Heimlich, inventore della Manovra di Heimlich, e fu uno dei primi a brevettare questo genere di invenzioni. Nello stesso periodo, anche l'Università dello Utah sviluppò un cuore artificiale simile e quando chiese di brevettarlo, l'ufficio brevetti rispose che c'era già un brevetto di Paul Winchell. L'università chiese a Winchell di donarle il brevetto e lui accettò. Heimlich in proposito commentò "Ho visto il cuore, ho visto il brevetto ed ho visto le lettere. Il principio su cui si basano il cuore di Winchell e quello di Jarvik è esattamente lo stesso". Il Dr. Robert Jarvik negò sempre di aver mai usato qualsiasi elemento del design di Winchell per realizzare il suo Jarvik-7, impiantato con successo a Barney Clark nel 1982.
Winchell ottenne altri brevetti medici lavorando per la Leukemia Society (oggi Leukemia & Lymphoma Society) e la Croce Rossa Americana.

### In altri campi
Altri brevetti li ottenne per il rasoio monouso, un apparecchio per scongelare il plasma, l'accendino senza fiamma, guanti riscaldanti a batteria ed il reggicalze invisibile.

### Contributi umanitari
Negli anni '80 Winchell sviluppò una tecnica di acquicoltura per la tilapia attuabile in villaggi e piccole comunità dell'Africa subsahariana. Insieme al Dr. Heimlich e ad altre celebrità del mondo dello spettacolo, presentò il progetto come parte di un programma pilota ad una Comitato Congressuale per ottenere dei finanziamenti, ma la proposta fu rigettata perché sarebbe stato necessario scavare pozzi in zone con acqua non potabile.

## Personaggi doppiati (parziale)
- Dick Dastardly nei cartoni vari
- Gargamella in I Puffi
- Tigro in Le avventure di Winnie the Pooh e Winnie the Pooh alla ricerca di Christopher Robin
- Sbuccia in Red e Toby nemiciamici
- Shun Gon, il gatto siamese pianista in Gli Aristogatti